# Wilfried Puis
Wilfried Puis (* 18. Februar 1943 in Ostende; † 21. Oktober 1981 ebenda) war ein belgischer Fußballspieler.

## Karriere

### Verein
Puis begann mit dem Fußballspielen in seiner Heimatstadt Ostende bei den Vereinen SK Voorwaarts und Van Neste Genootschap (VG). Bei VG spielte er seine erste Saison im Seniorenbereich. 1960 wechselte er zum RSC Anderlecht, mit dem er sechsfacher belgischer Meister wurde. Im Jahr 1965 gewann er den belgischen Fußballpokal. Beim 3:2-Sieg des RSC Anderlecht gegen Standard Lüttich erzielte er alle drei Tore der Violett-Weißen. 1964 wurde er als belgischer Fußballer des Jahres mit dem Goldenen Schuh ausgezeichnet.
Als Ende der 1960er Jahre ein Generationswechsel beim RSC Anderlecht eingeleitet wurde, wechselte Puis 1971 zum FC Brügge. Nach nur einer Spielzeit folgte er seinem ehemaligen Anderlechter Mannschaftskollegen Jef Jurion zum KSC Lokeren, bei dem Jurion zu diesem Zeitpunkt als Spielertrainer fungierte, in die zweite belgischen Liga. 1974 stieg Lokeren in die Erste Division auf. Am Ende der Saison 1975/76 kehrte Puis in seine Geburtsstadt zurück, nachdem er sich mit Lokeren für die Teilnahme am UEFA-Pokal 1976/77 qualifiziert hatte.
Von 1976 bis 1979 spielte er noch drei Jahre in seiner Heimatstadt Ostende für Association Sportive. 1980 ließ er seine Karriere beim unterklassigen Verein VV Coxyde ausklingen.
Am 21. Oktober 1981 starb Wilfried Puis im Alter von 38 Jahren an einer Krebserkrankung.

### Nationalmannschaft
Mit 19 Jahren debütierte Puis am 13. Mai 1962 in einem Freundschaftsspiel gegen Italien für die belgische Nationalmannschaft. 1970 stand er im Aufgebot für die Weltmeisterschaft in Mexiko, bei der er in allen drei Spielen der Vorrunde zum Einsatz kam. Aufgrund des frühzeitigen Ausscheidens der Belgier aus dem Turnier erklärten einige Nationalspieler ihren Rücktritt, dem sich auch Wilfried Puis aus Solidarität zu seinen Anderlechter Mannschaftskameraden anschloss. Bereits ein Jahr später kehrte er in den Kreis der Nationalmannschaft zurück. Bedingt durch seinen Wechsel zum damaligen Zweitligisten Lokeren wurde Puis in der Folge nicht mehr in die Nationalmannschaft berufen. Nach dem Aufstieg Lokerens bestritt er im Qualifikationsspiel zur Europameisterschaft 1976 gegen die DDR am 27. September 1975 sein letztes Länderspiel. Bei der 1:2-Niederlage erzielte Puis den belgischen Treffer.
Wilfried Puis bestritt insgesamt 49 Länderspiele für die belgische Nationalmannschaft, in denen er neun Tore erzielte.